# Buch am Irchel
Buch am Irchel är en ort och kommun i distriktet Andelfingen i kantonen Zürich, Schweiz. Kommunen har 1 032 invånare (2023).